# Bobbau
Bobbau ist ein Stadtteil im Norden von Bitterfeld-Wolfen im Landkreis Anhalt-Bitterfeld in Sachsen-Anhalt.

## Lage
Die Zugehörigkeit zum Industriezentrum Bitterfeld-Wolfen als auch die unmittelbare Nähe zu den angrenzenden ausgedehnten Auenflächen im Urstromtal der Mulde bzw. Fuhne machen den Ortsteil Bobbau zu einem begehrten Wohnstandort. Durch die nördliche Lage zum industriellen Ballungsraum ist der Ortsteil auch frei von Luftverschmutzung, das angrenzende Landschafts- und Naturschutzgebiet im Urstromtal der Mulde bietet vielen Tieren ausreichende Ausbreitungsmöglichkeiten.

## Geschichte

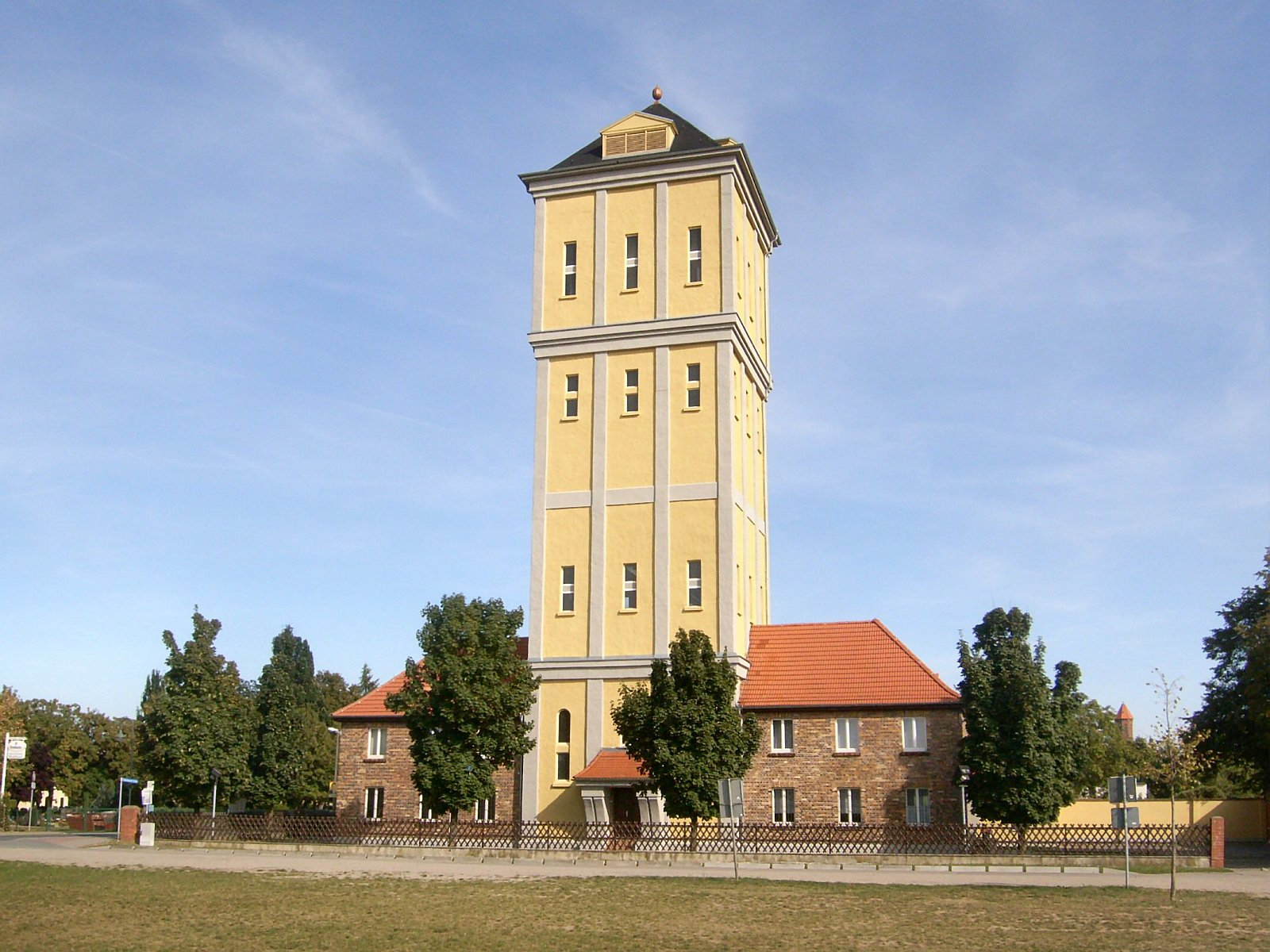
Historischer Wasserturm in Bobbau

Bobbau ist erstmals 1370 urkundlich erwähnt, existiert aber schon wesentlich länger. Der Ortsname ist slawischen Ursprungs. Bobbau und sein späterer Ortsteil Siebenhausen, beide nördlich der Fuhne gelegen, gehörten im Gegensatz zu Bitterfeld und Wolfen historisch immer zu Anhalt.
Am Ende des Zweiten Weltkrieges wurde im September 1944, kurz hinter dem Ortsausgang (Koordinaten: 51°42'17.4"N 12°16'04.7"E) auf Raguhner Gebiet ein Außenlager des KZ Buchenwald für 250 jüdische Frauen aus dem KZ Ravensbrück eingerichtet. Die inhaftierten Personen mussten Zwangsarbeit verrichten und fertigten in den Heerbrandt-Werken Raguhn Flugzeugteile für die Junkers-Werke Dessau an. Unter den Frauen befand sich auch Auguste van Pels, welche von 1942 bis 1944 mit Anne Frank im Versteck des Amsterdamer Hinterhauses lebte und am 9. April 1945 beim Transport in das KZ Theresienstadt an einem unbekannten Ort in der Nähe von Raguhn verstarb.
Bei einer der letzten Kampfhandlungen des Zweiten Weltkrieges im April 1945 wurden in Bobbau noch Bauerngehöfte und Wohnhäuser zerstört. Auf der Kriegsgräberstätte Bobbau existiert ein Reihengrab mit 73 dort bestatteten, bekannten und unbekannten deutschen Soldaten.
Am 20. Juli 1950 wurde Siebenhausen nach Bobbau eingemeindet.
Die Gemeinde Bobbau mit den Ortsteilen Bobbau und Siebenhausen wurde am 1. September 2009 in die Stadt Bitterfeld-Wolfen eingemeindet.

## Politik

### Wappen
Blasonierung: „In Blau ein spitzbedachter viergeschossiger goldener Turm mit schwarzen Stockwerkrahmen, bedachten goldenen Seitenflügeln und doppelreihigen Fensteröffnungen in allen Fassaden, begleitet von je zwei goldenen Ähren.“
Das Wappen wurde 2007 vom Magdeburger Heraldiker Jörg Mantzsch gestaltet.

### Ortschaftsrat
Der Ortschaftsrat des Ortsteils Bobbau hat 9 Sitze. Die letzte Wahl zum Ortschaftsrat erfolgte am 9. Juni 2024. Bei einer Wahlbeteiligung von 68,7 % gewannen die Kandidaten auf der Liste der CDU alle 9 Sitze. Nach der Wahl benannte sich die Fraktion in „Wir für Bobbau“" um. Ihr gehören alle neun Ortschaftsratsmitglieder an. 

## Sehenswürdigkeiten

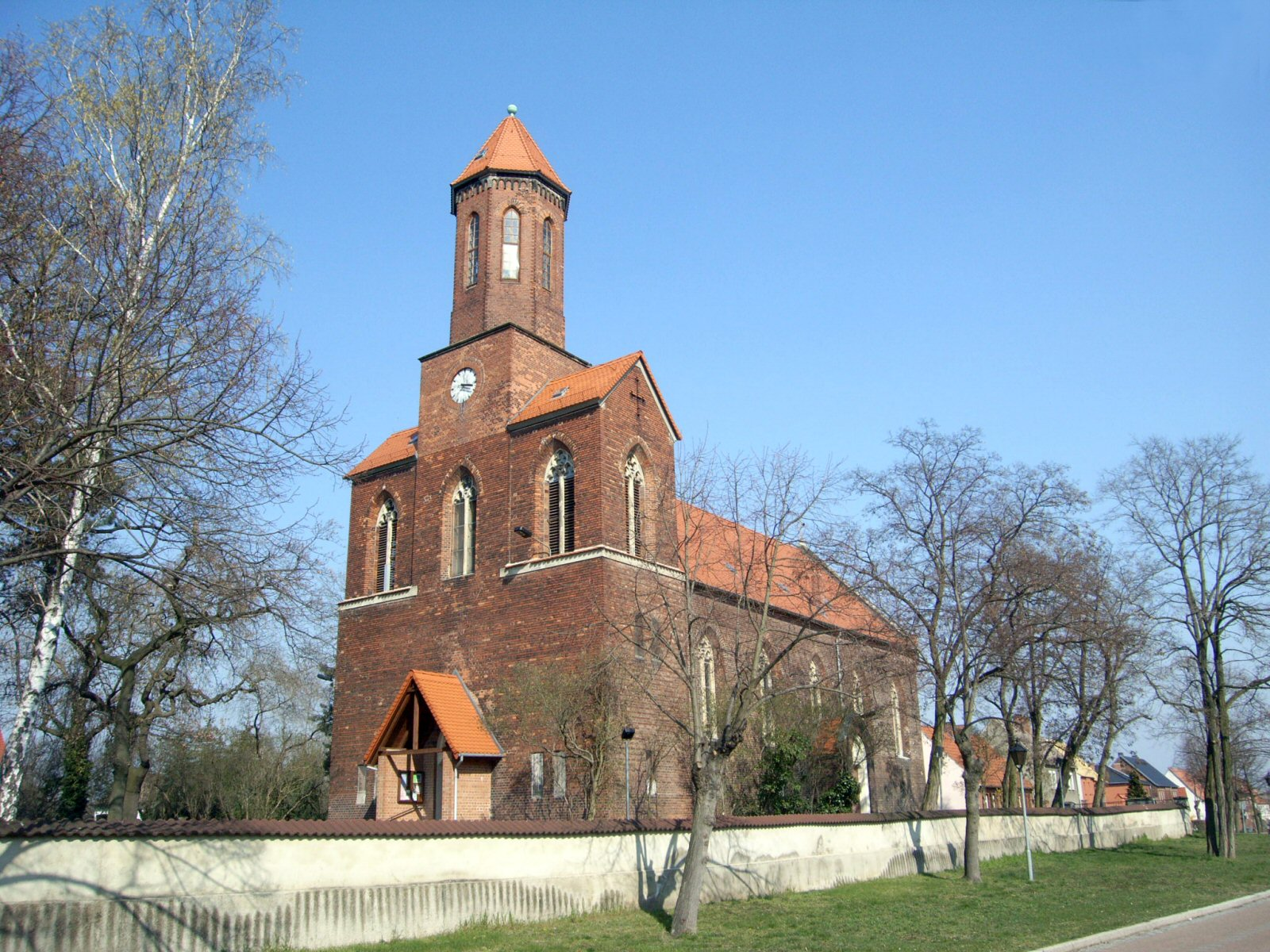
Christuskirche Bobbau

- Christuskirche Bobbau ist ein Baudenkmal und feiert im Jahr 2025 seinen 150. Geburtstag. Der Kirchturm wurde dei den Kriegshandlungen im April schwer beschädigt. Dieser wurde durch die Bürgerschaft nach dem Krieg in seiner jetzigen Form neu errichtet.
- Wasserturm: erbaut von 1926 bis Juli 1927, Kapazität 320 Kubikmeter und ist ein Baudenkmal. Vom 10. September 2027 bis 12. September 2027 wird der 100. Geburtstag des Gebäudes groß gefeiert.
- Kriegsgräberstätte auf dem Friedhof Bobbau mit 73 Gefallenen vom April 1945
- ältester Verein des Ortes ist der Männergesangsverein Bobbau 1863 e.V.
- Am 10. September 2021 öffnete in der ehemaligen Schule ein DDR-Museum. Dieses wird vom Verein Geschichte(n) bewahren e. V. (www.Geschichte-n-bewahren.de) betrieben. Der Verein kümmert sich darüber hinaus um die Umgestaltung des ehemaligen Sportplatz zu einem Bürgergarten mit Rosengarten der Erinnerung, mobilem Verkehrsgarten, Allee der Jahresbäume. Ab 2025 sollen Sport und-Spielgeräte installiert werden und ein Märchenweg entstehen.
- Die Windräder des Windfeldes Bobbau gehören mit bis zu 114 m Nabenhöhe und 37 m Flügellänge zu den höchsten in der Region.
- Am 18. April 2024 gründete sich die Bürgergenossenschaft Backstube Bobbau e.G., welche das Ziel hat, die ehemalige Dorfgemeinschaftsbäckerei aus dem Jahr 1790 zu einer Begegnungsstätte umzubauen. Die Genossenschaft wurde bereits 2024 mit dem Anerkennungspreis des Demografiepreises Sachsen-Anhalt ausgezeichnet.

## Persönlichkeiten
- Karl Lemnitz (1887–1935), deutscher Kommunist und Widerstandskämpfer
- Manfred Seidel (* 1949), deutscher Leichtathlet
- Selma Hetmann (* 1995), deutsche Volleyballspielerin

## Sport
Bobbau besitzt einen aktiven Sportverein, den SV Anhalt Bobbau. Er ist in die Bereiche Wandern, Frauensport, Line-Dance und Badminton aufgeteilt. Die erste Mannschaft der Badmintonabteilung spielt derzeit in der Landesliga Sachsen-Anhalt.

## Verkehrsanbindung
Das Gebiet des Stadtteils wird von der Bundesstraße 184 durchschnitten, eine Auffahrt auf die Autobahn A 9 ist in Richtung Norden ohne eine weitere Ortsdurchfahrt über die B 184 in zirka sieben Autominuten an der Anschlussstelle Dessau-Süd, nach Westen Richtung B6n direkt oder über den Bitterfeld-Wolfener Autobahnanschluss in Richtung Süden möglich. Der Autobahnanschluss an die B 184, die Bahnstation Jeßnitz (Anhalt) mit der Anbindung an die Bahnstrecke Magdeburg–Leipzig und die Integration in ein bestehendes Busnetz erschließen Bobbau verkehrstechnisch.